# جيم راي (لاعب كرة قاعدة)
جيم راي (بالإنجليزية: Jim Ray)‏ هو لاعب كرة قاعدة أمريكي، ولد في 1 ديسمبر 1944 في روك هيل في الولايات المتحدة، وتوفي في 26 مايو 2005 في مارغيت في الولايات المتحدة.

## وصلات خارجية
- جيم راي على موقع دوري كرة القاعدة الرئيسي (الإنجليزية)
- جيم راي على موقعبيزبول رفرنس.كوم (الدوري الرئيسي) (الإنجليزية)
- جيم راي على موقعبيزبول رفرنس.كوم (الدوري الثانوي) (الإنجليزية)